# Lanistes stuhlmanni
Lanistes stuhlmanni é uma espécie de gastrópode  da família Ampullaridae.
É endémica da Tanzânia.